# Ketty Gabriele
Ketty Gabriele née le 10 juillet 1981 à Naples est une femme trans réputée d'un clan criminel de la Camorra. Gabriele, femminiello et membre de la Camorra, est signalée comme la première figure transgenre de la mafia à la suite d'une arrestation par la police de Naples en février 2009,,. Selon les autorités, Gabriele était à la tête d'un réseau de drogue et de prostitution pour le compte des sessionistes de Secondigliano.

## Biographie
Gabriele nait le 10 juillet 1981 à Naples.
Elle se prostitue et vend  de grandes quantités de drogue pour un des chefs de la Camorra, Paolo Di Lauro, mais depuis l'arrestation de ce dernier et la querelle de Scampia entre des gangs rivaux de la Camorra, elle n'a plus eu besoin de rendre de comptes à qui que ce soit. Son frère aîné, Salvatore Gabriele, est un « boss »   de la Camorra à Secondigliano. Voulant étendre ses activités en voyageant dans toute l'Italie, en approvisionnant les grands et les petits revendeurs, il la laisse gérer les affaires de son clan à Scampia. Prostituée, elle vendait de la cocaïne à ses clients, mais le départ de son frère lui permet d'évoluer dans la hiérarchie du clan et de prendre le contrôle du trafic de drogue.
Gabriele s'inscrit dans une ancienne et longue tradition de culture gay ou femminielli à Naples. En général, les femminielli sont considérées comme porteuses de chance, par exemple dans les jeux de hasard  ou dans les cérémonies religieuses.
Son arrestation est très médiatisée et son morinom est utilisé à de nombreuses reprises. L'arrestation de Gabriele, avec plus tard le baiser que donna le boss camorriste Daniele d’Agnese, lors de son arrestation le 9 juin 2011, à deux de ses jeunes accolytes, montre néanmoins que la Camorra est plus libérale que la 'Ndrangheta ou Cosa Nostra en ce qui concerne les normes de genre ou la réaction face à l'homosexualité.
Le journaliste le journaliste Marcello Ravveduto explique cette relative tolérance de la Camorra de la sorte: 
« Ketty est l’évolution d’un mélange continuel entre mentalité populaire et mentalité camorriste. Son frère Salvatore ne l’éloigne pas de la famille en le marquant comme « pédé », mais l’utilise comme « lieutenant porte-bonheur ». Si le femminiello Ugo/Ketty est porteur d’une
charge énergétique mystérieuse et positive, née de la dualité de sa nature, il peut porter chance à sa nouvelle carrière de chef ; de plus, en sa qualité de frère, il peut assurer la protection des affaires de famille. [...] Mon interprétation peut sembler un peu osée mais elle sert à
souligner que la camorra, ayant introduit des modèles culturels autochtones, a toujours été la plus tolérante des mafias parce qu’elle tire ses origines de la communauté du vicolo. »